# Канділ Балоч
Канділ Балоч — пакистанська блогерка, співачка, акторка та медіа-діяч.
15 липня 2016 року її задушив («убивство честі») рідний брат Васім через публікації сестри у соціальних мережах.
Висловлювалася проти патріархальної системи своєї країни. Для багатьох дівчат Пакистану Балоч стала символом боротьби за права жінок.